# Гандинагар (округ)
Гандинагар (гудж. ગાંધીનગર જિલ્લો; англ. Gandhinagar) — округ в индийском штате Гуджарат. Образован в 1994 году из части территории округа Ситамархи. Административный центр — город Гандинагар. Площадь округа — 649 км². По данным всеиндийской переписи 2001 года население округа составляло 1 334 455 человек. Уровень грамотности взрослого населения составлял 76,59 %, что значительно выше среднеиндийского уровня (59,5 %). Доля городского населения составляла 35,02 %.